# Erubey Cabuto
Erubey Cabuto García (ur. 6 września 1975 w Tepic) – meksykański piłkarz występujący na pozycji bramkarza.

## Kariera klubowa

### Atlas
Cabuto jest wychowankiem Atlasu z siedzibą w Guadalajarze. Członkiem seniorskiego zespołu był od sezonu 1995-1996. W meksykańskiej Primera División zadebiutował 23 grudnia 1995 w wygranym 1:0 spotkaniu z Santos Laguną. Do końca rozgrywek pozostawał jedynie rezerwowym dla dwa lata starszego Oswaldo Sáncheza. Dopiero gdy Sánchez odszedł do Amériki, Cabuto został pierwszym golkiperem Atlasu. Pozycję tę utrzymał nieprzerwanie przez 6 lat, do końca swojej gry w klubie. Ogółem w zespole Lisów rozegrał 217 spotkań, przepuszczając 328 goli. Został także mianowany najlepszym bramkarzem ligi meksykańskiej w sezonie Verano 1999.

### Querétaro
Na czas trwania sezonów Apertura 2002, Clausura 2003, Apertura 2003 i Clausura 2004 Cabuto został zawodnikiem Querétaro FC. W swoim pierwszym sezonie rozegrał zaledwie 6 spotkań, podczas dwóch następnych rozgrywek występował regularnie, a podczas Clausury 2004 bronił na przemian z Adriánem Zermeño. Po spadku Kogutów do drugiej ligi Cabuto zdecydował się odejść z klubu.

### Jaguares
Od jesieni 2004 do wiosny 2006 Cabuto reprezentował barwy Jaguares de Chiapas. Nie umiał się przebić do wyjściowej jedenastki i przez cały pobyt w klubie z Tuxtla Gutiérrez pozostawał alternatywą dla lepiej dysponowanego Omara Ortiza.

### Querétaro
Przed sezonem Apertura 2006 Cabuto powrócił do Querétaro, które pełniło teraz funkcję beniaminka najwyższej klasy rozgrywkowej. Tutaj również był rezerwowym golkiperem, występując ogółem w 4 meczach (z Veracruz, Jaguares, Toluką i Santos Laguną) i przepuszczając 9 bramek. Po rozgrywkach Clausury 2007 zdecydował się zakończyć karierę piłkarską w wieku 31 lat.

## Kariera reprezentacyjna

### Dorosła reprezentacja
Cabuto pod koniec swojej gry w Atlasie został powołany do kadry narodowej przez Enrique Mezę. Brał udział w Pucharze Konfederacji 2001, gdzie Meksyk zajął ostatnie miejsce w grupie, zaś Cabuto nie wystąpił ani razu. Swój jedyny występ w barwach El Tri zanotował 11 kwietnia 2001 w wygranym 1:0 sparingu z Chile, wchodząc na plac gry w przerwie meczu.

## Statystyki kariery

### Klubowe
| Klub      | Sezon     | Kraj   | Rozgrywki        | Liga  | Liga    |
| Klub      | Sezon     | Kraj   | Rozgrywki        | Mecze | P. gole |
| --------- | --------- | ------ | ---------------- | ----- | ------- |
| Querétaro | 2006-2007 | Meksyk | Primera División | 4     | -9      |
| Jaguares  | 2005-2006 | Meksyk | Primera División | 1     | -4      |
| Jaguares  | 2004-2005 | Meksyk | Primera División | 5     | -10     |
| Querétaro | 2003-2004 | Meksyk | Primera División | 26    | -55     |
| Querétaro | 2002-2003 | Meksyk | Primera División | 22    | -24     |
| Atlas     | 2001-2002 | Meksyk | Primera División | 32    | -46     |
| Atlas     | 2000-2001 | Meksyk | Primera División | 32    | -58     |
| Atlas     | 1999-2000 | Meksyk | Primera División | 29    | -37     |
| Atlas     | 1998-1999 | Meksyk | Primera División | 23    | -32     |
| Atlas     | 1997-1998 | Meksyk | Primera División | 34    | -49     |
| Atlas     | 1996-1997 | Meksyk | Primera División | 33    | -58     |
| Atlas     | 1995-1996 | Meksyk | Primera División | 5     | -1      |

Ostatnia aktualizacja: 26 czerwca 2010.

### Reprezentacyjne
| Reprezentacja | Rok  | Mecze | P. gole |
| ------------- | ---- | ----- | ------- |
| Meksyk        | 2001 | 0     | 0       |

Ostatnia aktualizacja: 26 czerwca 2010.

#### Mecze w reprezentacji
| Mecze w reprezentacji Meksyku | Mecze w reprezentacji Meksyku | Mecze w reprezentacji Meksyku | Mecze w reprezentacji Meksyku | Mecze w reprezentacji Meksyku | Mecze w reprezentacji Meksyku | Mecze w reprezentacji Meksyku | Mecze w reprezentacji Meksyku |
| #                             | Data                          | Miejsce                       | Przeciwnik                    | Wynik                         | P. gole                       | Zawody                        |                               |
| ----------------------------- | ----------------------------- | ----------------------------- | ----------------------------- | ----------------------------- | ----------------------------- | ----------------------------- | ----------------------------- |
| 1.                            | 11 kwietnia 2001              | Monterrey, Meksyk             | Chile                         | 1:0                           |                               | Mecz towarzyski               |                               |

Ostatnia aktualizacja: 26 czerwca 2010.

## Osiągnięcia

### Atlas
- Drugie miejsce
  - Primera División de México: Verano 1999